# 藤原賴忠
藤原賴忠（ふじわら の よりただ、924年（延長二年)—989年8月5日（永祚元年6月26日））是平安時代中期的公卿。藤原北家的嫡流關白藤原實賴的次子。母親是藤原時平的女兒。在圓融・花山兩任天皇擔任關白及太政大臣。與代明親王的女兒結婚。生下藤原公任、藤原遵子（圓融天皇妃）、藤原諟子（花山天皇妃）。死後與被追封廉義公。
賴忠的父親實賴一系雖然是藤原北家嫡流，但是賴忠的哥哥的藤原敦敏在947年突然死去，又加上972年關白右大臣藤原伊尹突然病死，而在他的弟弟兼通、兼家兄弟爭奪繼任權時，被稱為「第三候補」的就是賴忠，雖然那時沒當上，但是在兼通病危時不想轉讓關白給弟弟兼家，因而在而推薦賴忠後死去。成為了關白左大臣的賴忠把女兒遵子嫁給圓融天皇為中宮，希望能生下男孩，但是先生下男孩的是對手兼家的女兒藤原詮子。在下任天皇花山天皇的時候，由於花山天皇的外祖父伊尹已經死亡，所以賴忠繼續兼任關白及太政大臣。但皇太子被確定是懷仁親王（之後的一条天皇），而他的外祖父正是覬覦關白職位已久的藤原兼家。於是賴忠提拔藤原義懷（伊尹的五男及花山天皇的舅父）想培植他為下一任關白。
於是985年兼家策劃花山天皇出家，讓一条天皇繼位，新天皇命兼家為攝政，而賴忠與義懷從此失勢，賴忠雖然維持太政大臣的地位，但是卻有名無實，之後在失意中死亡。
| 王位覬覦者                         | 王位覬覦者                                                     | 王位覬覦者                         |
| ---------------------------------- | -------------------------------------------------------------- | ---------------------------------- |
| 前任： 藤原伊尹                    | 藤氏長者 972年12月25日－974年3月4日 977年11月24日－986年8月1日 | 繼任： 藤原兼通                    |
| 前任： 藤原兼通                    | 藤氏長者 972年12月25日－974年3月4日 977年11月24日－986年8月1日 | 繼任： 藤原兼家                    |
| 官衔                               |                                                                |                                    |
| 前任： 藤原伊尹                    | 右大臣 971年11月22日－977年5月14日                             | 繼任： 源雅信                      |
| 前任： 源兼明                      | 左大臣 977年5月14日－978年11月5日                              | 繼任： 源雅信                      |
| 前任： 藤原兼通                    | 关白 977年11月24日－986年8月1日                                | 空缺下一位持有相同頭銜者：藤原兼家 |
| 空缺上一位持有相同頭銜者：藤原兼通 | 太政大臣 978年11月5日－989年7月31日                            | 空缺下一位持有相同頭銜者：藤原兼家 |
| 军职                               |                                                                |                                    |
| 前任： 藤原伊尹                    | 右大將 969年12月22日－970年9月8日                              | 繼任： 藤原兼家                    |
| 前任： 藤原伊尹                    | 左大將 970年9月8日－977年12月15日                              | 空缺下一位持有相同頭銜者：藤原朝光 |